# Terrassenfriedhof

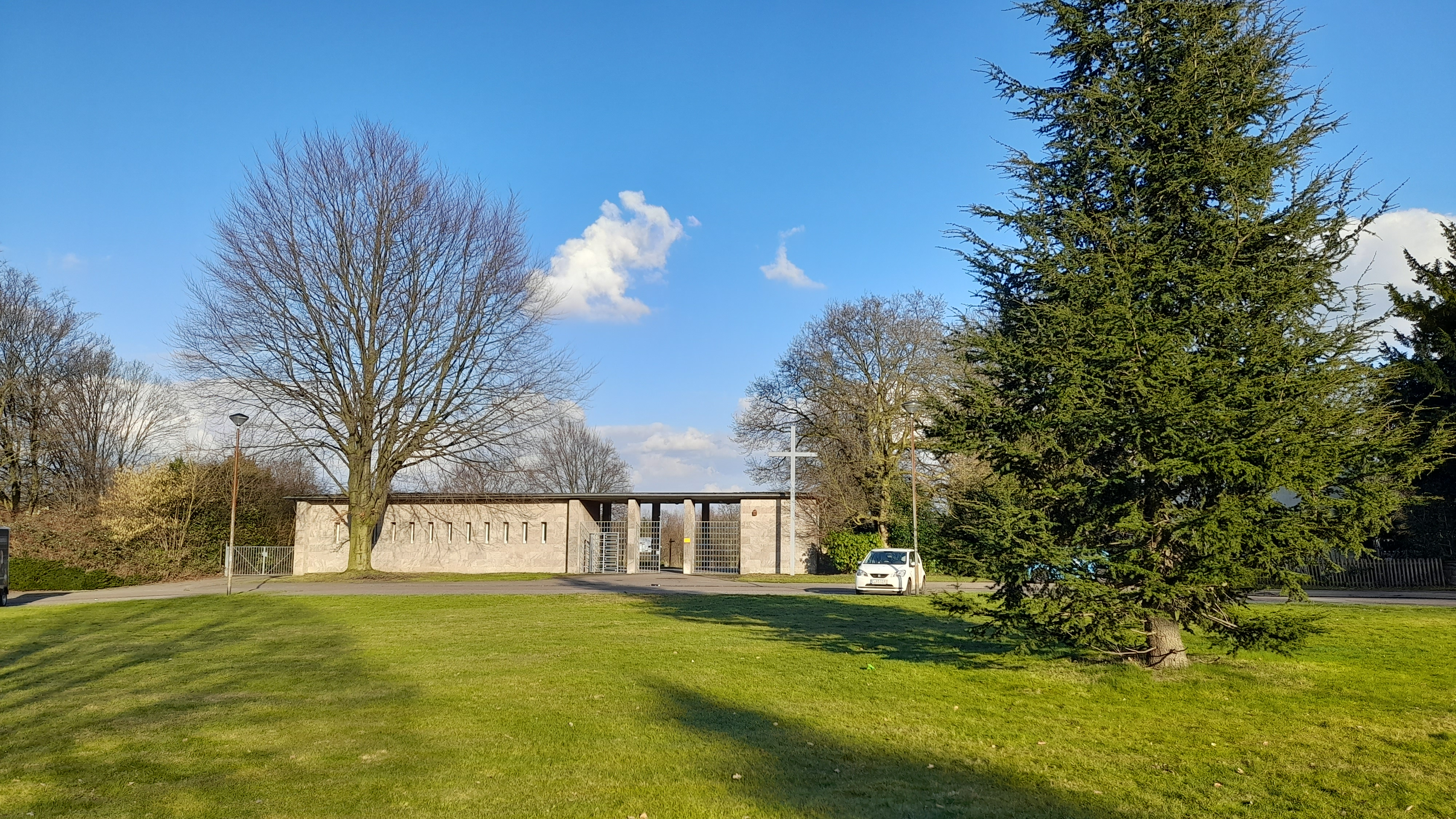
Terrassenfriedhof, Eingangshalle

Der Terrassenfriedhof ist eine kommunale Begräbnisstätte im Essener Stadtteil Schönebeck. Mit 28,17 Hektar ist er nach dem Parkfriedhof und dem Südwestfriedhof der drittgrößte Friedhof der Stadt Essen.

## Charakter
Der Haupteingang mit Eingangshalle liegt an der Heißener Straße, dazu gibt es Nebeneingänge an der Herbrüggenstraße, an der Böhmerstraße und an der Straße Kaldenhoverbaum. Die Friedhofsverwaltung liegt an der Straße Kaldenhoverbaum. Heute bietet der Terrassenfriedhof Platz für rund 15.000 Gräber.
Er liegt eingebettet nahe den 1989 eingerichteten Naturschutzgebieten Kamptal, Schönebecker Schlucht und Winkhauser Tal. Dabei wird er durch die Herbrüggenstraße, die Heißener Straße und  die ehemalige Bahnstrecke Osterath–Dortmund Süd der Rheinischen Eisenbahn-Gesellschaft (heute Radschnellweg Ruhr (RS1)) begrenzt. Zudem ist er im Regionalplan Ruhr des Regionalverbands Ruhr als bedeutender Kulturlandschaftsbereich ausgewiesen. Im März 2020 wurde entlang der Hauptachse des Terrassenfriedhofes direkt am Kriegsgräberfeld 1 eine Allee von 28 Spitzahorn-Bäumen neu gepflanzt, ermöglicht durch eine Stiftung. Der BUND setzt seit dem Jahr 2021 Maßnahmen um, um auf den vermehrt vorhandenen, nicht genutzten Flächen des Terrassenfriedhofs die Biodiversität zu steigern, beispielsweise durch Anlage von Wildblumenwiesen auf bisher artenarmen Rasenflächen.
Das Grab des Landtagsabgeordneten, Kommunalpolitikers und Verwaltungsdirektors Heinrich Strunk ist ein Ehrengrab der Stadt Essen.

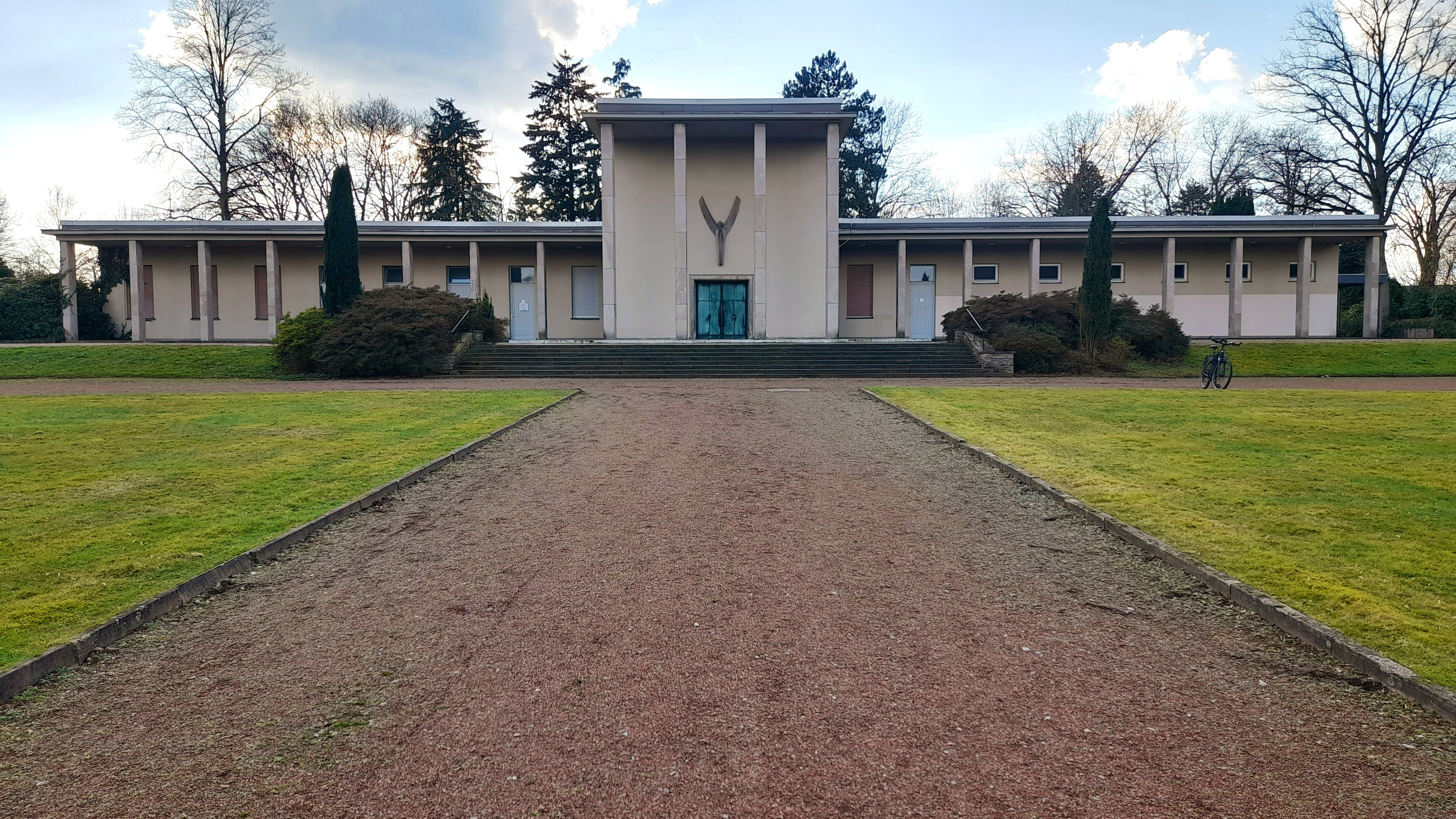
Trauerhalle
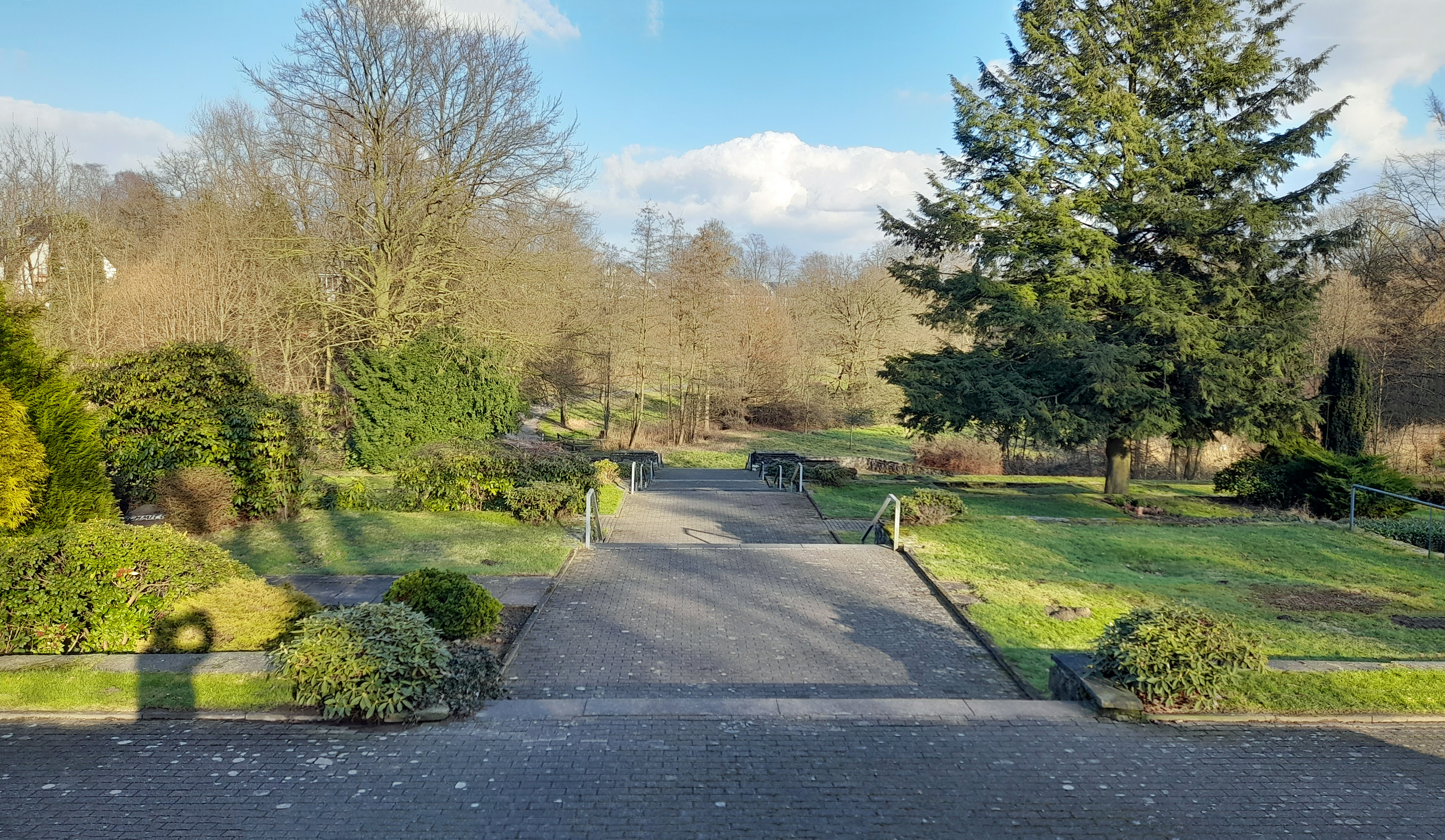
Steinterrasse
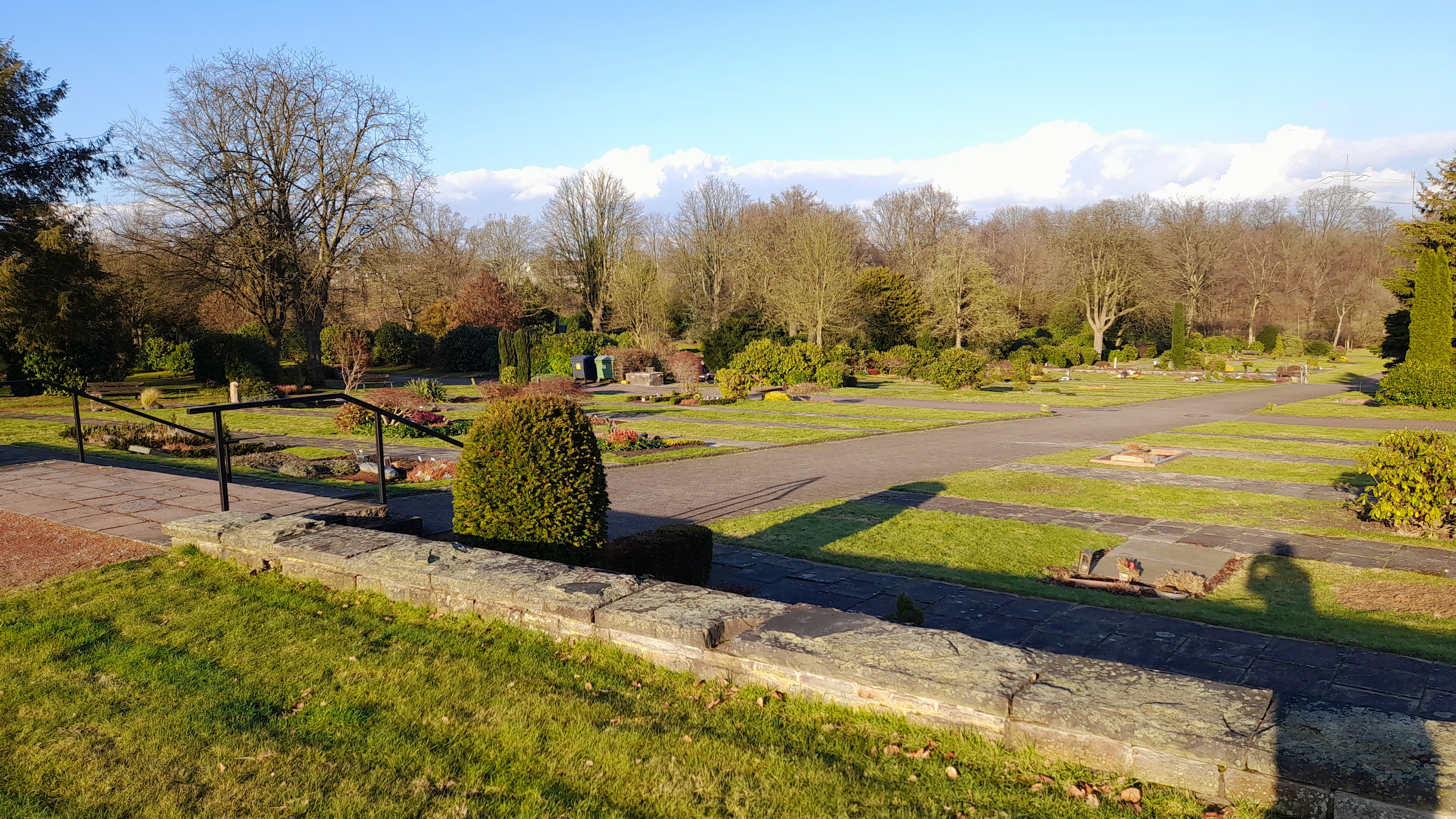
Mahonienterrasse
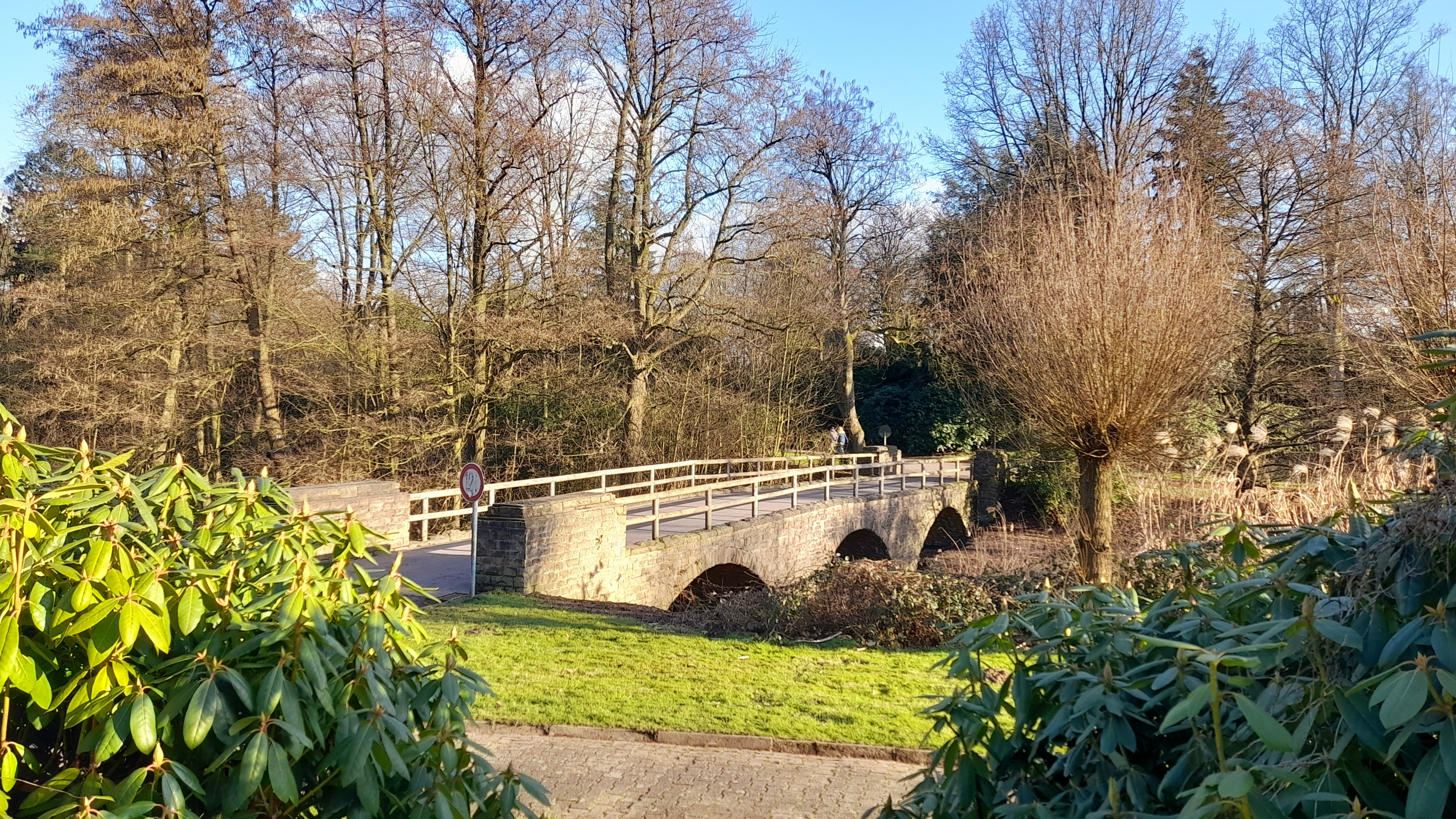
Brücke zwischen den Hügeln

## Geschichte
Im Jahr 1923 hatte sich die Stadtverwaltung unter der Leitung des Essener Gartendirektors Rudolf Korte dazu entschlossen, das Essener Friedhofswesen umzugestalten. Man plante die Anlage von drei sogenannten Zentralfriedhöfen im Weichbild der Stadt, da die vorhandenen Friedhöfe zu klein und meist weit verstreut in den, in den letzten Jahren eingemeindeten Stadtteilen lagen. Der erste Zentralfriedhof war der Südwestfriedhof in Fulerum, gefolgt vom Parkfriedhof in Huttrop.
Nun wurde ein weiterer Zentralfriedhof in Schönebeck geplant, der dem Stadtteil Borbeck und dem Essener Westen dienen sollte. Maßgeblich an der Planung beteiligt war der Stadtplaner Robert Schmidt. Die parkähnlich angelegte Begräbnisstätte wurde auf zwei durch ein Tal getrennte Hügel vorbereitet, die mit einer Steinbrücke verbunden wurden. Bereits im Mai 1924 waren auf dem nördlichen Hügel an der Heißener Straße in Notfällen Begräbnisse möglich. Auf den Hängen war die Anlage von Gräbern in von Natursteinmauern umfassten Terrassen entstanden, welche namensgebend wurden. Man plante mit etwa 1000 Beerdigungen jährlich. Das Anlegen der Grabanlagen wurde durch die Beschäftigung von Erwerbslosen im Rahmen von Notstandsarbeiten realisiert. Die Gewächshäuser und Gärtnereianlagen der Stadtgärtnerei nahe der Heißener Straße wurden im April 1926 in Betrieb genommen. Die Friedhofsgebäude entwarf der Beigeordnete und Architekt Ernst Bode. Das ursprüngliche Eingangsgebäude, ein Torhaus mit drei Torbögen an der Heißener Straße, lag an einem geräumigen Vorhof, der von einer Hecke umfriedet war. Eine halbkreisförmige Straße dorthin gewährleistet bis heute die Anfahrt. Neben der Einsegnungshalle im Erdgeschoss waren im Gewölbekeller des Gebäudes Kammern für die Aufbewahrung der Toten eingerichtet worden. Im Obergeschoss lag die Wohnung des Friedhofswärters. Im Januar 1925 bewilligte die Stadtverordnetenversammlung für die Errichtung dieses Gebäudes 58.000 Reichsmark.
Ende 1927 erhielt die Straßenbahnhaltestelle Heißener Straße (auch heutiger Name) den Namen Terrassenfriedhof. Im Juli 1929 wurde durch Vertreter Schönebecker Vereine und Kooperationen der Beschluss gefasst, ein Ehrenmal für die Gefallenen der Gemeinde vor dem Eingang des Terrassenfriedhofs zu errichten. Es wurde dabei eine Kommission gewählt, die dafür tätig werden sollte. Zur Finanzierung sollten Sammlungen in Schönebeck und Umgebung veranstaltet werden, die bis zum Sommer 1930 erfolgreich angelaufen waren. Nun erwartete man Entwürfe von möglichen Bildhauern. Kurze Zeit später wurden die Arbeiten an dem Vorhaben eingestellt, da man sich über die Ausgestaltung uneins war. Zudem wollte man stabile Verhältnisse abwarten, um eine endgültige Meinung aller interessierten Kreise herbeizuführen. Auch der Standort am Friedhof wurde in Frage gestellt.
1928 und in späteren Jahren gab es mehrere Erweiterungen des Friedhofsgeländes in südöstlicher Richtung. Im Oktober 1930 war mit den Arbeiten zum Durchbruch des Eisenbahndamms an der Böhmerstraße durch die Deutsche Reichsbahn begonnen worden, um einen direkten Zugang der Bewohner des Nachbarstadtteils Frohnhausen zu ermöglichen. Zuvor konnten sie den Terrassenfriedhof nur über Feldwege über Mülheimer Gebiet erreichen. Erst im Sommer 1931 wurde die Unterführung fertiggestellt, da es Probleme mit unsicherem Untergrund gab. Zur letzten Friedhofserweiterung kam es im Jahr 1983, als der neue südliche Teil angelegt wurde.

### Kriegsgräber
Insgesamt gibt es im südöstlichen Bereich des Terrassenfriedhofs 2122 Kriegsgräber. Davon sind 1698 ausländische Kriegsgefangene, Verschleppte und Zwangsarbeiter, die während des Zweiten Weltkriegs in Essen ums Leben kamen. Es sind 1667 Opfer aus der ehemaligen Sowjetunion, 11 aus Belgien, 7 aus Polen, 6 aus dem ehemaligen Jugoslawien, 3 aus den Niederlanden und 3 aus der damaligen Tschechoslowakei und eins aus Bulgarien. Davon sind 300 Personen unbekannten Namens. Alle verteilen sich auf drei Grabfelder:
- Grabfeld 1: Hier befinden sich 1076 Zwangsarbeiter und Verschleppte, darunter 24 Kleinkinder. Ebenso liegen hier Opfer des Luftangriffs vom 23. Oktober 1943 auf die Stadt Essen. Dabei wurde auch die Steinmetzschule nahe dem Wasserturm am Steeler Berg getroffen, wo 30 sowjetische Zwangsarbeiter in dem dort eingerichteten Lager getötet wurden.
- Grabfeld 2: Hier befinden sich 622 Kriegsgefangene und Zwangsarbeiter.
- Grabfeld 3: Dieses Grabfeld war für 424 deutsche Opfer bereits während des Kriegs angelegt worden. Hier ruhen 86 Soldaten und 338 Zivilisten, darunter auch Kinder, die unter anderem beim Bombenangriff vom 26. März 1942 starben. Hier gibt es zudem zehn Urnengräber. Diese drei Frauen und sieben Männer wurden in unterschiedlichen Konzentrationslagern ermordet.[17]

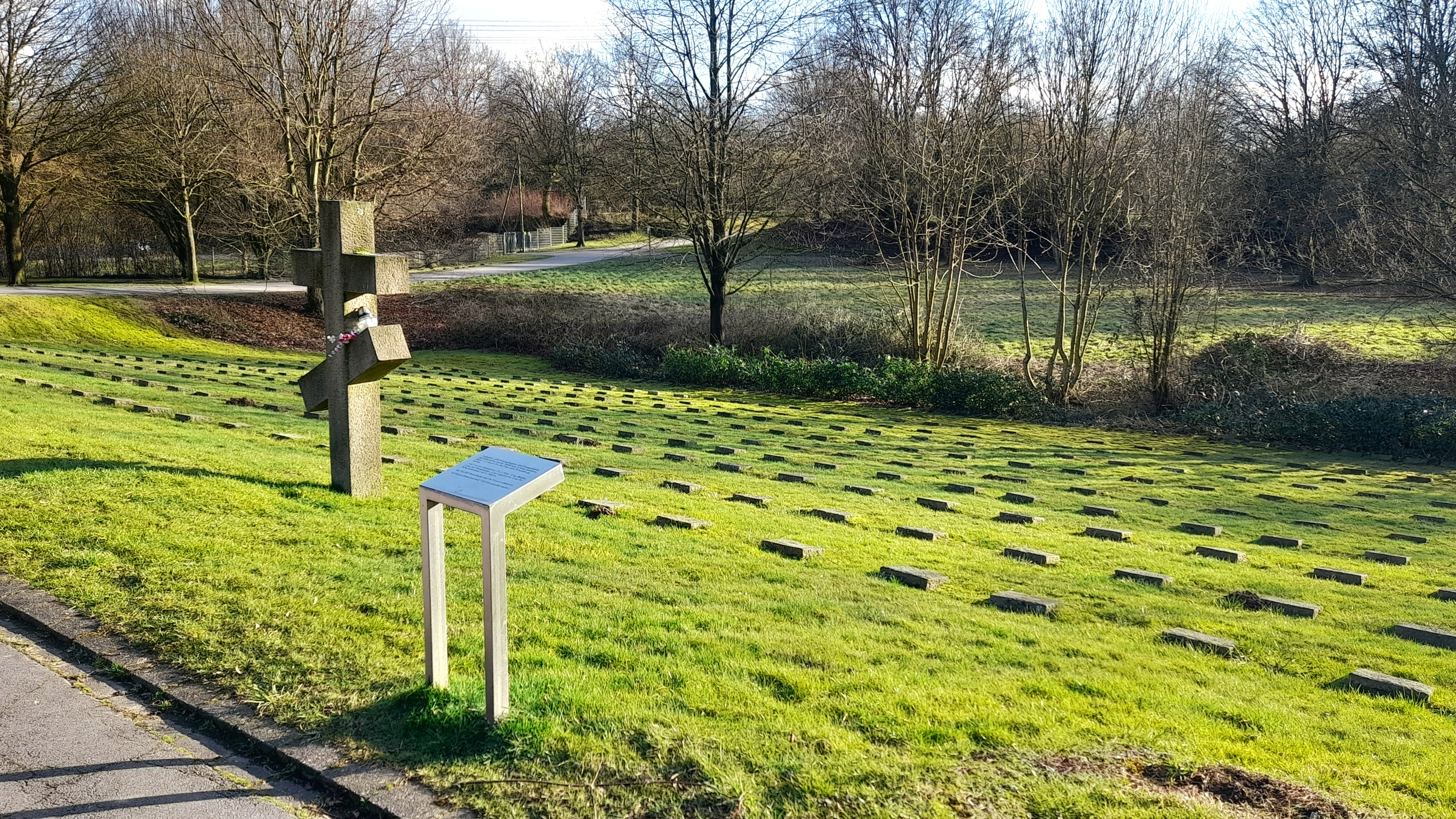
Kriegsgräberfeld 1
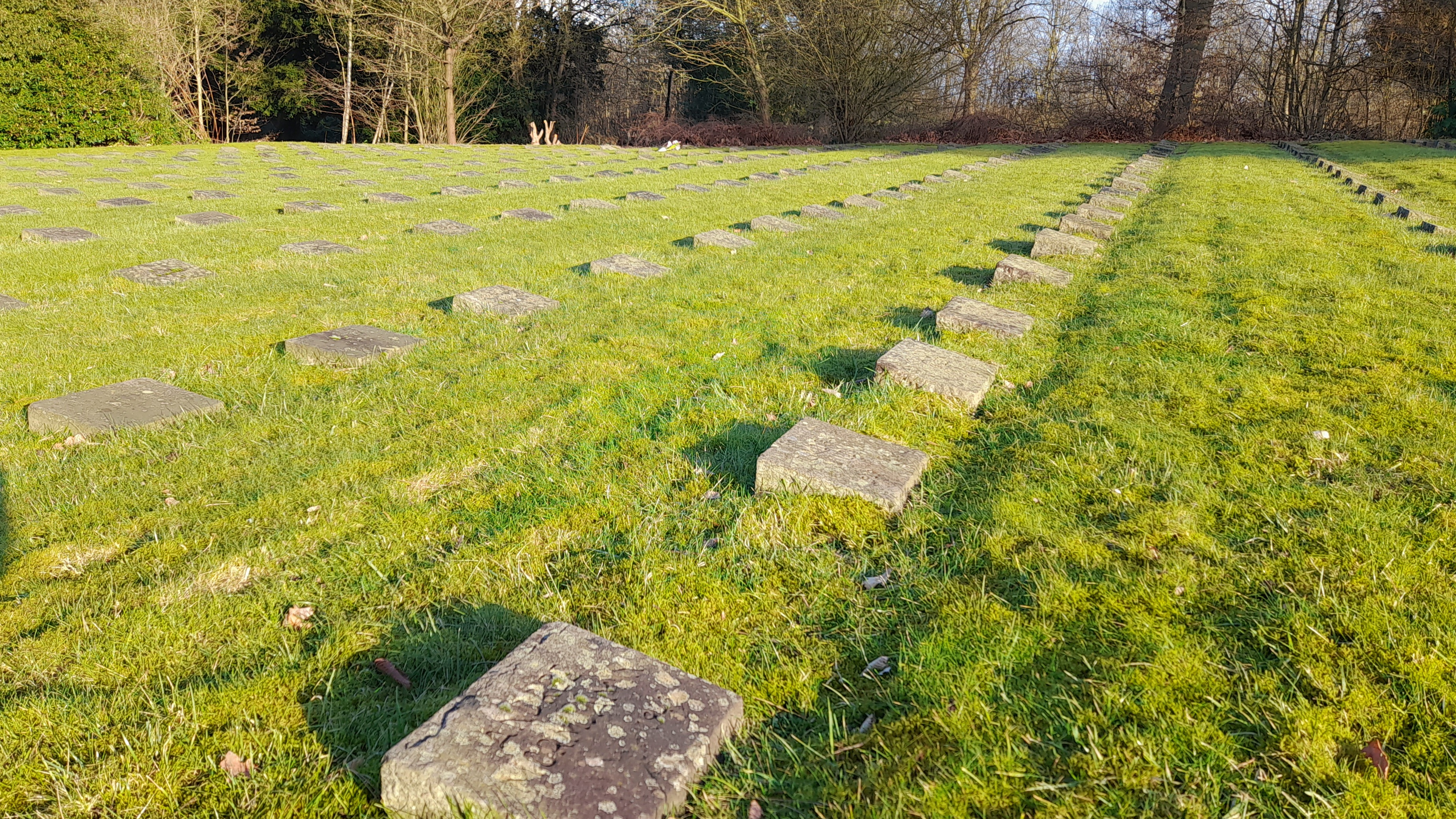
Kriegsgräberfeld 2
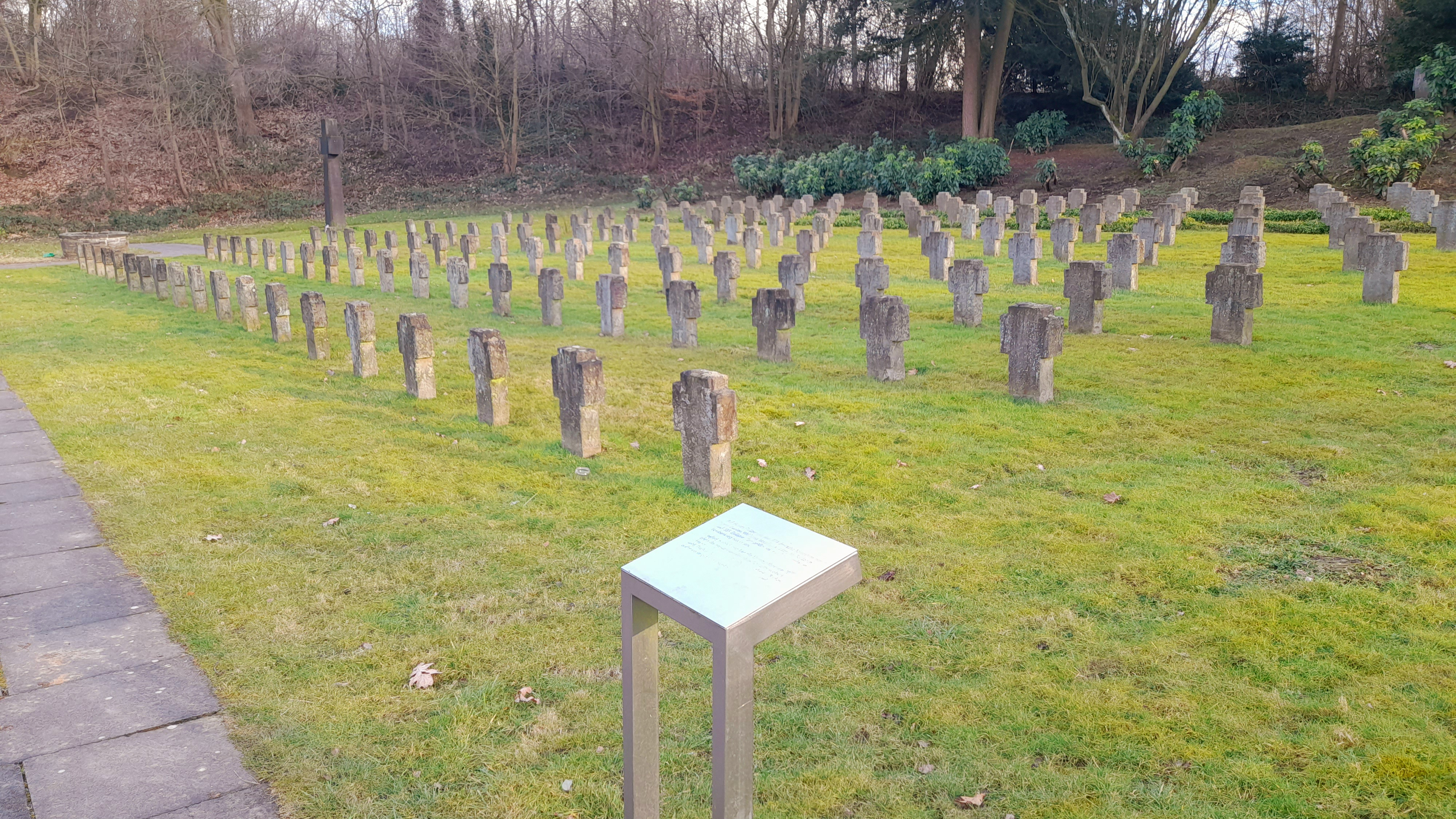
Kriegsgräberfeld 3

In der Zeit von 2014 bis Mai 2017 wurden durch das Projekt Feld der Erinnerung des Vereins Rhein-Ruhr-Russland e. V. die Grabsteine gesäubert und dem bis dahin sanierungsbedürftigen Gräberfeld wieder ein würdiges Aussehen verliehen. Das Projekt wurde durch den damaligen NRW-Justizminister Thomas Kutschaty unterstützt. Beteiligt waren zudem die Stadt Essen, der Volksbund Deutsche Kriegsgräberfürsorge und das Mädchengymnasium Essen-Borbeck.